# ウーゴ・オラドゥ
ウーゴ・オラドゥ（Hugo Auradou、2003年7月20日 - ）は、フランスのラグビーユニオン選手。トップ14のポー（セクシオン・パロワーズ）に所属している。

## 経歴
2010年に地元のクラブでラグビーを始め、2014年にモン・ド・マルサンのジュニアチームに入団した。
2020年にポー（セクシオン・パロワーズ）と契約し、2021-22シーズンの終わりにシニアチームに加わった。 
2023年、U20フランス代表に選ばれ、ワールドラグビーU20チャンピオンシップで4試合出場し、チームは優勝した。
2021年、ポーでフランス2部大会のEPCRチャレンジカップデビュー。
翌2022年にポーが1部大会であるトップ14に昇格し、アヴィヨン・バイヨネ戦でトップ14デビューを果たした。
2024年7月7日、フランス代表のアルゼンチン遠征において、先発出場で代表デビューを果たす。翌日、不同意性交の容疑で現地ブエノスアイレスで逮捕された。しかし、12月に無罪判決を得た。